# Concert du nouvel an 1989 à Vienne
Le concert du nouvel an 1989 de l'orchestre philharmonique de Vienne, qui a lieu le 1er janvier 1989, est le 49e concert du nouvel an donné au Musikverein, à Vienne, en Autriche. Il est dirigé pour la première fois par le chef d'orchestre autrichien Carlos Kleiber.
Johann Strauss II y est toujours le compositeur principal, mais son frère Josef est représenté avec quatre pièces, et leur père Johann clôt le concert avec sa célèbre Marche de Radetzky.
Une seule pièce sur les seize  au total est jouée pour la première fois au concert du nouvel an.

## Programme
Les pièces suivies d'un astérisque (*) sont jouées pour la première fois.

### Première partie
1. Johann Strauss II : Accelerationen, valse, op.234
2. Johann Strauss II : Bauern-Polka, polka française, op. 276*
3. Johann Strauss II : Bei uns z’Haus, valse pour chœur masculin et orchestre, op. 361
4. Josef Strauss : Die Libelle, polka-mazurka, op. 204
5. Johann Strauss II : ouverture de l'opérette La Chauve-Souris

### Deuxième partie
1. Johann Strauss II : Künstlerleben, valse, op. 316
2. Josef Strauss : Moulinet-Polka, polka française, op. 57
3. Johann Strauss II : Éljen a Magyar!, polka rapide, op. 332
4. Johann Strauss II : Im Krapfenwald’l, polka française, op. 336
5. Johann Strauss II : Voix du printemps, valse, op. 410
6. Johann Strauss II et Josef Strauss : Pizzicato-Polka, polka
7. Johann Strauss II : csárdás du Chevalier Pásmán, op. 441
8. Josef Strauss : Plappermäulchen, polka rapide, op. 245

### Rappels
1. Josef Strauss : Jokey-Polka, polka rapide, op. 278
2. Johann Strauss II : Le Beau Danube bleu, valse, op. 314
3. Johann Strauss : Marche de Radetzky, marche, op. 228